# Dolînivka, Brusîliv
Dolînivka (în ucraineană Долинівка) este un sat în comuna Sobolivka din raionul Brusîliv, regiunea Jîtomîr, Ucraina.

## Demografie
Componența lingvistică a localității Dolînivka
     Ucraineană (97,49%)
     Rusă (2,05%)
     Alte limbi (0,46%)
Conform recensământului din 2001, majoritatea populației localității Dolînivka era vorbitoare de ucraineană (97,49%), existând în minoritate și vorbitori de rusă (2,05%).